# Plan de Ayala, Tamaulipas
Plan de Ayala är en ort i Mexiko.   Den ligger i kommunen El Mante och delstaten Tamaulipas, i den centrala delen av landet, 300 km norr om huvudstaden Mexico City. Plan de Ayala ligger 69 meter över havet och antalet invånare är 1 578.
Terrängen runt Plan de Ayala är platt. Runt Plan de Ayala är det ganska tätbefolkat, med 65 invånare per kvadratkilometer. Plan de Ayala är det största samhället i trakten. Trakten runt Plan de Ayala består till största delen av jordbruksmark.